# دیجیتال فتوگرافی رویو
دیجیتال فتوگرافی رویو (به انگلیسی: Digital Photography Review) (تأسیس‌شده در نوامبر ۱۹۹۸ میلادی) وب‌گاهی دربارهٔ دوربین‌های دیجیتال و عکاسی دیجیتال است که به بررسی این موضوعات می‌پردازد. این وب‌گاه، بررسی‌های جامعی دربارهٔ دوربین‌های دیجیتال، لنزهای دوربین و تجهیزات عکاسی و همینطور راهنمای خرید آن‌ها به‌همراه قابلیت درج نقد و نظر کاربرانش را دارد. این وب‌گاه همچنین یک تالار گفتگو دارد که می‌توان دربارهٔ دوربین ویژه‌ای بحث و تبادل نظر کرد.
دیجیتال فتوگرافی رویو همچنین دارای یک پایگاه دادهٔ  بزرگ با اطلاعاتی دربارهٔ دوربین‌های دیجیتال، لنزها، چاپگرها و برنامه‌های عکاسی دارد.
این وب‌گاه در لندن انگلستان ثبت شده‌است ولی اکثر گردانندگان آن در سیاتل، واشینگتن مستقر هستند.
براساس اطلاعات الکسا اینترنت، دامنهٔ www.dpreview.com یکی از  ۱٬۰۰۰ وب‌گاه پربازدید اینترنت است.